# 澧州

湖南省の澧州の位置（1820年）

澧州（れいしゅう）は、中国にかつて存在した州。隋代から民国初年にかけて、現在の湖南省北西部の澧水流域に設置された。

## 概要
589年（開皇9年）、隋が南朝陳を滅ぼすと、澧陽県に澧州が置かれた。澧州は澧陽・石門・作唐・安郷・崇義・慈利の6県を管轄した。607年（大業3年）に州が廃止されて郡が置かれると、澧州は澧陽郡と改称された。
618年（武徳元年）、唐により澧陽郡は澧州と改められた。742年（天宝元年）、澧州は澧陽郡と改称された。758年（乾元元年）、澧陽郡は澧州の称にもどされた。澧州は江南西道に属し、澧陽・安郷・石門・慈利の4県を管轄した。
宋のとき、澧州は荊湖北路に属し、澧陽・安郷・石門・慈利の4県を管轄した。
1277年（至元14年）、元により澧州は澧州路に昇格した。澧州路は湖広等処行中書省に属し、澧陽・石門・安郷の3県と慈利州・柿渓州の2州を管轄した。1364年、朱元璋により澧州路は澧州府と改められた。
1376年（洪武9年）、明により澧州府は澧州に降格した。澧州は岳州府に属し、安郷・石門・慈利の3県を管轄した。
1729年（雍正7年）、清により澧州は直隷州に昇格した。澧州直隷州は湖南省に属し、石門・安郷・慈利・安福・永定の5県を管轄した。
1912年、中華民国により澧州直隷州は廃止され、澧県と改められた。